# Ted Sears
Edward Sears, dit Ted Sears, est un scénariste américain, né le 13 mars 1900 dans le Massachusetts aux États-Unis et mort le 22 août 1958 dans le Comté de Los Angeles en Californie.

## Biographie
Il fait partie des animateurs débauchés des studios newyorkais par Disney dans les années 1920 et 1930 comme Dick Huemer, Ben Sharpsteen, Burton Gillett, George Stallings et Bill Tytla.

## Filmographie

### comme scénariste
- 1926 : Egged On
- 1926 : He Done His Best
- 1926 : Fatal Footsteps
- 1926 : Now You Tell One
- 1927 : Bricolo inventeur (Many a Slip)
- 1927 : Gone Again
- 1927 : Why Squirrels Leave Home
- 1927 : The Vanishing Villain
- 1927 : Nothing Doing
- 1927 : Une invention moderne (A Wild Roomer)
- 1941 : Le Dragon récalcitrant (The Reluctant Dragon)
- 1942 : Saludos Amigos (Saludos Amigos)
- 1944 : Les Trois Caballeros (The Three Caballeros)
- 1947 : Coquin de printemps (Fun and Fancy Free)
- 1948 : Mélodie Cocktail (Melody Time)
- 1948 : Danny, le petit mouton noir (So Dear to My Heart)
- 1949 : Le Crapaud et le Maître d'école (The Adventures of Ichabod and Mr. Toad)
- 1950 : Cendrillon (Cinderella)
- 1950 : La Vallée des castors (Beaver Valley)
- 1951 : Alice au pays des merveilles (Alice in Wonderland)
- 1952 : Les Oiseaux aquatiques (Water Birds)
- 1953 : Peter Pan
- 1953 : Le Désert vivant (The Living Desert)
- 1954 : Siam
- 1954 : La Grande Prairie (The Vanishing Prairie)
- 1955 : Lions d'Afrique (The African Lion)

### comme compositeur
- 1926 : Egged On